# Neonitocris atra
Neonitocris atra är en skalbaggsart som först beskrevs av Jordan 1894.  Neonitocris atra ingår i släktet Neonitocris och familjen långhorningar. Inga underarter finns listade i Catalogue of Life.